# Preber
Preber är ett berg i Österrike.   Det ligger i distriktet Tamsweg och förbundslandet Salzburg, i den centrala delen av landet, 220 km sydväst om huvudstaden Wien. Toppen på Preber är 2 740 meter över havet, eller 498 meter över den omgivande terrängen. Bredden vid basen är 13,0 km.
Terrängen runt Preber är bergig norrut, men söderut är den kuperad. Runt Preber är det ganska glesbefolkat, med 21 invånare per kvadratkilometer.. Närmaste större samhälle är Tamsweg, 11,0 km söder om Preber. 
I omgivningarna runt Preber växer i huvudsak blandskog.